# Görögdinnye
A görögdinnye (Citrullus lanatus) a tökfélék vagy más néven kabakosok (Cucurbitaceae) családjába tartozó, Afrika déli részéről származó növényfaj, illetve annak termésének a neve. Sokan gyümölcsnek tartják, de termesztéstechnikailag zöldségnek számít.

## Története
David Livingstone, a híres Afrika-kutató, úgy írja le a görögdinnyét, hogy a Kalahári sivatagban rengeteg található belőle, úgy gondolják, hogy innen származik, és itt szabadon nő. A legkorábbi feljegyzett görögdinnyeszüret nagyjából 5000 évvel ezelőtt a dinasztikus Egyiptomban történt, hieroglifával is megörökítették. A növényt gyakran helyezték fáraók sírkamrájába élelemként a túlvilágra.
A 10. században  már termesztették Kínában, mely a világ legjelentősebb görögdinnye termesztője ma is. A 13. században mór hódítók hozták be Európába.
2021-es genetikai kutatások szerint a görögdinnye őse a szudáni Kordofan dinnye, mely Dárfúrban terem.

## Megjelenése, felépítése

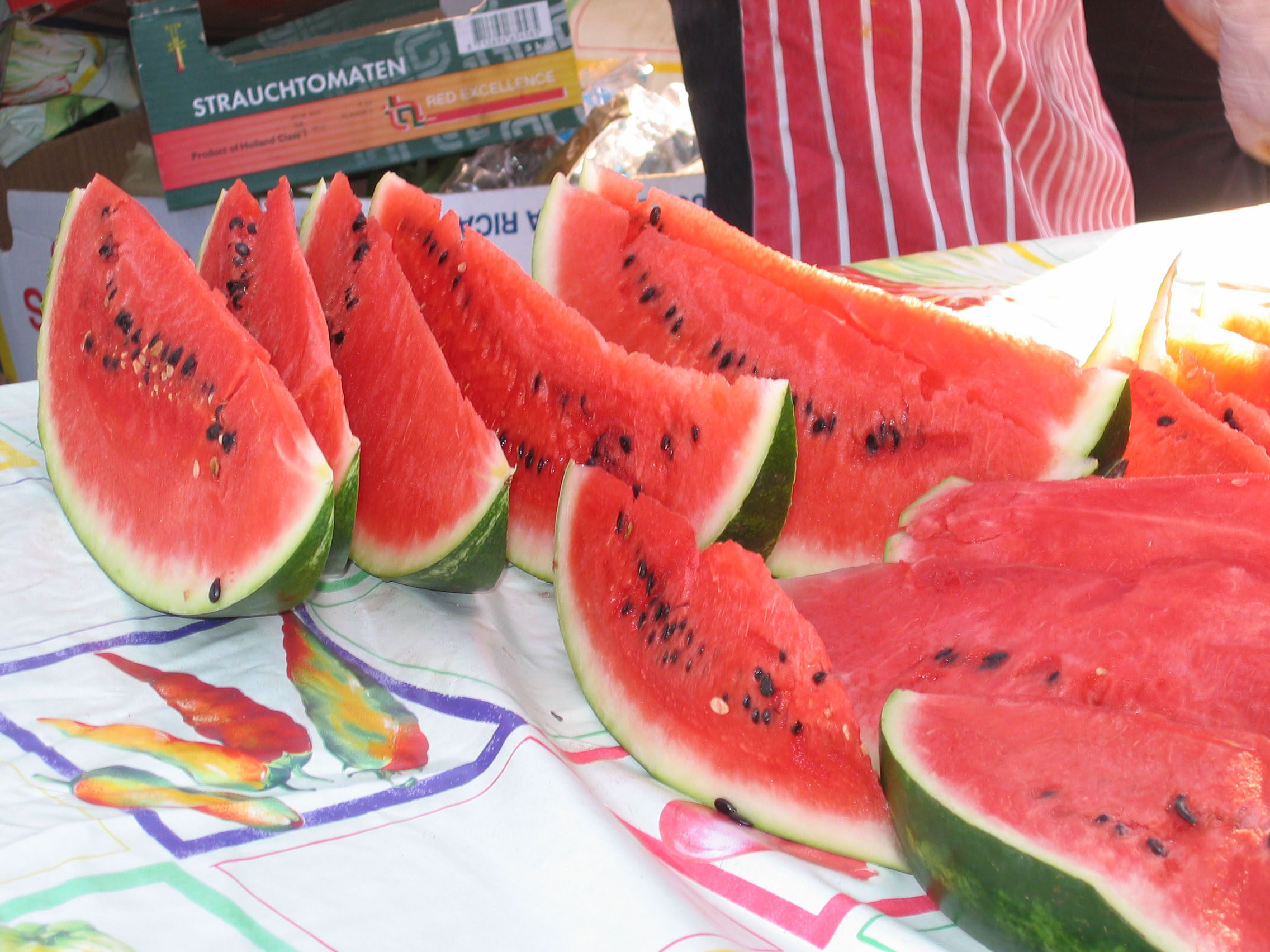
Dinnyeszeletek

Főgyökere a sárgadinnyéénél erőteljesebb és mélyebbre hatol, de nagy része még így is a talaj felső 20–25 cm-ében marad.
Hajtásrendszere a növekedési típustól függően változó. Megkülönböztetünk hosszú, közepes és rövid hajtású csoportokat. A hajtást 1 m-ig rövidnek, 1,1–1,5 m között közepesnek, 1,5-től 2,0 m-ig nagynak, 2 m felett igen nagynak mondjuk. Egy-egy növény 3–7 hajtást növeszthet.
Szára ritkásan vagy sűrűn szőrös. Az étkezési fajták hajtáscsúcsa kevésbé szőrös mint a takarmánydinnyéké; ez megkülönböztető ismérv.
A kacsok lehetnek el nem ágazók vagy szétseprűzhetnek 2–3 felé.
A levelek 5–10 cm-es levélnyélen ülnek. A levéllemez gyengén vagy erősebben szeldelt, többszörösen tagolt. A levél (a legnagyobb átmérőnél mérve) 12 cm-ig kicsi, 12–18 cm között közepes, 18 cm-től nagy. Színe zöld, sötétzöld, ezüstös zöld. A lemez felületét viaszréteg borítja.
A virágok kicsik, zöldessárgák. Mindhárom virágtípus: hím, hímnős és nő is előfordul. A termesztett fajták zöme monoikus, illetve andromonoikus. A termős virágok zöme idegenmegtermékenyülő; méhek és más rovarok termékenyítik.
A termés alakja igen változatos: a gömbtől a tojásdadon át a megnyúlt hengeresig. Egy-egy dinnye tömege 2–15 kg. 1–2 cm vastag héja lehet fehéres, világoszöld, középzöld, kékeszöld vagy feketészöld. Felülete sima vagy enyhén barázdált, rajzolata lehet csíkos vagy márványos.
A gyümölcshús fehér, sárga, citromsárga, sötétebb sárga, világos rózsaszínű, rózsaszínű, piros vagy vérvörös. (A fehérek és a sárgák többnyire takarmánydinnyék.)
A belső, ehető rész a placentából fejlődik — eltérően a sárgadinnyétől, amelyé a perikarpiumból.
A 0,5–2,0 cm-es magok elszórtan helyezkednek el a perikarpiumban; leggyakrabban fehérek, krémszínűek, barnásak, szürkék vagy feketék. Egy-egy dinnyében 300–600 magot találhatunk; ezek 6–8 évig csírázóképesek. Ezermagtömege: 20–150 g.
A gyümölcshúsban sok a cukor. Ásványi anyagtartalma csekély; leginkább  kálium, nátrium, kalcium, vas és foszfor van benne. Táplálkozási értéke könnyű emészthetőségében, a gyomor- és bélműködést serkentő és vízhajtó hatásában rejlik. Nyersrosttartalma segíti a vastagbél működését, javítja a közérzetet.

## Termesztése
A görögdinnye az egyik legnagyobb termőterülettel rendelkező egynyári növény a világon. 2021-ben a görögdinnyét több mint 120 országban termesztették, és az éves termés mennyisége meghaladta a 101 millió tonnát.
A világ legnagyobb görögdinnye termelői közé tartozik Kína, Törökország, India, Brazília és Algéria. Ezek az országok a 2021-es termelésük alapján az első öt helyen álltak. 2021-ben Kína az éves világ görögdinnye termésének az 59%-át adta.  

## Felhasználása
| Energia 30 kcal 127 kJ |        |
| Szénhidrátok | 7.55 g |
| - Cukrok 6.2 g |        |
| - Étkezési rostok 0.4 g |        |
| Zsír | 0.15 g |
| Fehérje | 0.61 g |
| Tiamin (B1-vitamin) 0.033 mg | 3%     |
| Riboflavin (B2-vitamin) 0.021 mg                                                                                                | 2%     |
| Niacin (B3-vitamin) 0.178 mg | 1%     |
| Pantoténsav (B5-vitamin) 0.221 mg                                                                                               | 4%     |
| B6-vitamin 0.045 mg | 3%     |
| Folsav (B9-vitamin) 3 μg | 1%     |
| C-vitamin 8.1 mg | 10%    |
| Kalcium 7 mg | 1%     |
| Vas 0.24 mg | 2%     |
| Magnézium 10 mg | 3%     |
| Foszfor 11 mg | 2%     |
| Kálium 112 mg | 2%     |
| Cink 0.10 mg | 1%     |
| A százalékos értékek az amerikai felnőttek számára javasolt napi mennyiségre (RDA) vonatkoznak. Forrás: USDA tápanyag adatbázis |        |

Főleg íze és cukortartalma miatt termesztik; viszonylag kevés benne a C-vitamin. Víztartalma 90-95%, a fogyasztásával a szervezetbe jutó víz előnyösen befolyásolja a veseműködést. Vizelethajtó tulajdonsága miatt régebben gyógynövényként is emlegették.

## Élettani hatása
| Energia 30 kcal 127 kJ |        |
| Szénhidrátok | 7.55 g |
| - Cukrok 6.2 g |        |
| - Étkezési rostok 0.4 g |        |
| Zsír | 0.15 g |
| Fehérje | 0.61 g |
| Tiamin (B1-vitamin) 0.033 mg | 3%     |
| Riboflavin (B2-vitamin) 0.021 mg                                                                                                | 2%     |
| Niacin (B3-vitamin) 0.178 mg | 1%     |
| Pantoténsav (B5-vitamin) 0.221 mg                                                                                               | 4%     |
| B6-vitamin 0.045 mg | 3%     |
| Folsav (B9-vitamin) 3 μg | 1%     |
| C-vitamin 8.1 mg | 10%    |
| Kalcium 7 mg | 1%     |
| Vas 0.24 mg | 2%     |
| Magnézium 10 mg | 3%     |
| Foszfor 11 mg | 2%     |
| Kálium 112 mg | 2%     |
| Cink 0.10 mg | 1%     |
| A százalékos értékek az amerikai felnőttek számára javasolt napi mennyiségre (RDA) vonatkoznak. Forrás: USDA tápanyag adatbázis |        |

A görögdinnye egy rendkívül egészséges és frissítő gyümölcs, amely számos pozitív hatással van a szervezetre. Elsősorban magas víztartalma miatt kiválóan hidratál, különösen nyáron, amikor a folyadékpótlás különösen fontos. Emellett a görögdinnye alacsony kalóriatartalmú, így diétás étrendbe is könnyen beilleszthető.
A görögdinnye gazdag antioxidánsokban, mint például a likopin, amely segít a szabad gyökök elleni küzdelemben és csökkenti a szív- és érrendszeri betegségek kockázatát. A benne található C-vitamin erősíti az immunrendszert, míg a B-vitaminok, mint a B6-vitamin, támogatják az idegrendszer működését.
A gyümölcsben lévő rostok elősegítik az emésztést és hozzájárulnak a bélrendszer egészségéhez. A görögdinnye káliumtartalma segíthet a vérnyomás szabályozásában és az izomfunkciók fenntartásában.

## Az éghajlat hatásai
Magyarország egész területén megfelelő az éghajlati és talajadottságok a termesztés feltételeinek. Az időjárás elemei közül a fény ugyan elegendő a növény számára, de az elégtelen hőmérséklet veszélyezteti a csírázás és a kelés folyamatát. Kelés után a magas hőmérséklet a szik alatti szár megnyúlásával jár. Később, a hajtásnövekedés, majd a virágzás idején, a növényen jól észlelhető a számára kedvező vagy kedvezőtlen hőmérséklet hatása.
A sok csapadék és az alacsony hőmérséklet késlelteti az érést, ilyenkor a termés héja megvastagszik, színe tompul, íze kevésbé élvezhető. Ez azonban nem azt jelenti,  hogy a dinnyét nem szabad öntözni. Az elégtelen vízellátás szintén terméscsökkentő és minőségrontó tényező.

## A talajigénye
A talajtípusigényét tekintve a dinnye is a legjobb minőségű, tápanyaggal jól ellátott talajban terem a legjobban. A magyarországi gyakorlatmegítélése e vonatkozásban is eltérő. A dinnye zömét – sokszor rossz minőségű, szerkezet nélküli – homoktalajokon termesztik, elsősorban a koraiság fokozása végett. A lazább homoktalajoknak a kötött talajokéhoz viszonyított koraiságnövelő hatása közismert. A technológia más elemeinek igénybevételével viszont a kötött talajon termesztett dinnye élvez elsőbbséget (például Medgyesegyháza, Vajszló, Sellye stb.)

## A termőterület kiválasztása
A görögdinnye termőterületének kijelölésekor is a gyorsan melegedő, szélvédett területeket válasszuk. 4–5 évig ne kerüljön kabakos növény után. Ajánlatos meggyőződni arról is, hogy a dinnyének szánt területen az előző növény termesztéséből nem halmozódott-e fel valamilyen káros hatású gyomirtó szer vagy egyéb kémiai anyag.
A görögdinnye a kombinált szántóföldi vetésforgó növénye. Búza vagy hüvelyes növények után fejlődik legjobban. A gabonaféléktől, repülőgépes növényvédelmet feltételezve, térben távolabb, az uralkodó széliránnyal ellenkező irányban helyezzük el, különben a hormonbázisú szerek használatakor sok-sok nehézség adódik.

## Magyarországon termesztett fajtái
Évszázadokkal ezelőtt kialakult a sajátos magyar igény a kiváló minőségű, vékony héjú, vérvörös hússzínű, apró magvú fajták iránt. Sokat vitatott kérdés a termés nagysága. Korábban a nagy termésű fajták (Hevesi, Csányi, Marsowszky stb.) voltak divatosak. Az 1960-as évektől a kisebb terméseket fejlesztő fajtatípusok kerültek előtérbe (Szigetcsépi 51 F1, Hevesi FUTO F1 stb.) A jelenleg termesztésben lévő fajták választéka általában megfelel a különböző termesztéstechnológiai változatok diktálta igényeknek. Hiányoznak az egészen kis testű (1–2 kg/db), hajtatható fajták.
| Fajta neve           | Növekedési típusa | Virágzás habitusa        | Tenyészidő  | Termés alakja       | Hússzíne          | Átlagtömege (kg) | Termelési mód                  |
| -------------------- | ----------------- | ------------------------ | ----------- | ------------------- | ----------------- | ---------------- | ------------------------------ |
| Charleston–H         | erős              | andromonoikus            | hosszú      | ovális              | rózsaszín         | 6–8              | szabadföldi                    |
| Crimson S.           | középerős, erős   | monoikus + andromonoikus | hosszú      | megnyúlt gömb       | pirosas rózsaszín | 6–8              | szabadföldi                    |
| Favorit F1           | középerős         | monoikus                 | középkorai  | gömb                | élénkpiros        | 5–6              | hajtatás, szabadföldi          |
| Gömb FUTO F1         | középerős         | andromonoikus            | középkorai  | gömbölyű            | élénkpiros        | 3–5              | szabadföldi                    |
| Hevesi (Csányi)      | erős              | monoikus                 | hosszú      | megnyúlt gömb       | vérvörös          | 8–10             | szabadföldi                    |
| Hevesi FUTO F1       | középerős         | monoikus                 | középkorai  | tojásdad            | sötétpiros        | 4–6              | szabadföldi                    |
| Hungaria–8           | középerős         | monoikus                 | rövid       | gömb                | élénkvörös        | 3–4              | hajtatás, szabadföldi          |
| Ideál                | középerős         | andromonoikus            | középérésű  | megnyúlt            | középrózsaszín    | 5–6              | szabadföldi                    |
| Kecskeméti vöröshúsú | középerős         | monoikus                 | középkorai  | gömb                | vérvörös          | 3–5              | szabadföldi                    |
| Kobalt F1            | erős              | monoikus                 | középkorai  | ovális gömb         | élénkpiros        | 5–6              | szabadföldi                    |
| Korai kincs          | középerős         | monoikus + andromonoikus | rövid       | gömb                | piros             | 3–4              | hajtatás, szabadföldi          |
| Marsowszky           | erős              | monoikus                 | hosszú      | megnyúlt gömb       | piros             | 8–12             | szabadföldi                    |
| Napsugár             | középerős         | monoikus                 | középérésű  | gömb                | sárga             | 4–5              | szabadföldi                    |
| Orosházi F1          | erős              | monoikus + andromonoikus | rövid       | tojásdad            | sötétrózsaszín    | 6–7              | hajtatás, szabadföldi          |
| Sugár Baby           | gyenge            | monoikus                 | rövid       | gömb                | sötét rózsaszín   | 3–4              | fóliaalagút, korai szabadföldi |
| Szigetcsépi 51 F1    | középerős         | monoikus + andromonoikus | középkorai  | nyújtott gömb       | vérvörös          | 4–6              | fóliaalagút, szabadföldi       |
| Sárgahúsú (Szentesi) | középerős         | monoikus                 | középhosszú | kissé megnyúlt gömb | világossárga      | 3–5              | szabadföldi                    |